# Машув (Люблінське воєводство)
Машув (пол. Maszów) — село в Польщі, у гміні Рудник Красноставського повіту Люблінського воєводства.
Населення — 313 осіб (2011).
У 1975-1998 роках село належало до Замойського воєводства.

## Демографія
Демографічна структура станом на 31 березня 2011 року:
|          | Загалом | Допрацездатний вік | Працездатний вік | Постпрацездатний вік |
| -------- | ------- | ------------------ | ---------------- | -------------------- |
| Чоловіки | 152     | 29                 | 106              | 17                   |
| Жінки    | 161     | 31                 | 75               | 55                   |
| Разом    | 313     | 60                 | 181              | 72                   |